# Пётр (древнерусский архитектор)
Пётр (первая половина XII века) — древнерусский зодчий.
Построил Георгиевский собор (начат в 1119 году) и Юрьев монастырь в Новгороде. 
Петру приписываются также и другие соборы Новгорода — Николо-Дворищенский (на Торговой стороне; заложен в 1113 году) и Рождества Богородицы в Антониевом монастыре (заложен в 1117 году).